# Rząd Kazimierza Świtalskiego
Rząd Kazimierza Świtalskiego – pierwszy z tzw. „rządów pułkowników” w II Rzeczypospolitej (6 na 14 ministrów było wyższymi oficerami Wojska Polskiego). Gabinet został powołany 14 kwietnia 1929 roku, zaś upadł 7 grudnia 1929 roku, po wotum nieufności w Sejmie, przegłosowanym przez partie Centrolewu i mniejszości narodowych.

## Skład rządu
- premier – Kazimierz Świtalski
- minister spraw wewnętrznych – Felicjan Sławoj Składkowski
- minister spraw zagranicznych – August Zaleski
- minister spraw wojskowych – Józef Piłsudski
- minister sprawiedliwości – Stanisław Car
- minister wyznań religijnych i oświecenia publicznego – Sławomir Czerwiński
- kierownik ministerstwa skarbu – Ignacy Matuszewski
- minister przemysłu i handlu – inż. Eugeniusz Kwiatkowski
- minister rolnictwa i dóbr państwowych – Karol Niezabytowski
- minister reform rolnych – Witold Staniewicz
- minister komunikacji – Alfons Kühn
- minister poczt i telegrafów – Ignacy Boerner
- minister robót publicznych – Jędrzej Moraczewski
- minister pracy i opieki społecznej – Aleksander Prystor